# Alessandro Guerra
Alessandro Guerra (Rimini, 1782 – Bologna, 5 luglio 1862) è stato un circense italiano, uno dei fondatori del circo moderno.

## Biografia
Nato a Rimini nel 1782 (ma secondo altri a Roma il 14 dicembre 1790), Alessandro Guerra inizia la sua carriera circense a Vienna con il Circus Gymnasticus di Christoph de Bach, con cui gira tutta l'Europa. Viene soprannominato il furioso per il suo carattere autoritario, la tempra e la grinta con cui interpreta il ruolo di cavallerizzo.
Dopo aver sposato la figlia di Christoph, Adelaide de Bach, nel 1826 si mette in proprio, fondando il Circo Romano, e girando, nel 1837-1838 l'Italia, toccando Milano, Firenze, Bologna e Torino.
Fu a Berlino (dove competette col Circo Renz), a Stoccolma, e in Spagna, prima di trasferirsi a San Pietroburgo, dove il 22 novembre 1845 aprì il Cirque Olympique, che divenne un luogo molto gettonato tra le classi altolocate della città.
Per sfidare l'arrivo del Cirque de Paris, assunse tra gli altri anche Gaetano Ciniselli, ma infine si trasferì a Vienna, per tornare poi nel 1853 in Italia.
Morì a Bologna il 5 luglio 1862, all'età di ottanta anni. È sepolto nella Galleria a Tre Navate del Cimitero monumentale della Certosa di Bologna.

## Famiglia
Ha avuto un figlio dal suo primo matrimonio con Adelaide de Bach (Alessandro jr che sposò poi la cavallerizza danese Marie Hôle) e due
figlie dal secondo matrimonio con Amalie Schier: Clotilde, che sposò Andrea Ciniselli (primogenito di Gaetano Ciniselli), ed Elisa detta Lisette.
Una sua nipote (figlia di suo fratello Rodolfo), Elvira Guerra, è stata anch'essa una nota ballerina a cavallo, partecipando alle Olimpiadi di Parigi 1900 nell'equitazione.